# Conor O'Farrell
Conor O'Farrell, né le 13 janvier 1956 à Glendale, est un acteur américain.

## Biographie
Conor O'Farrell est un acteur qui est essentiellement connu pour ses nombreuses apparitions, souvent dans des rôles récurrents, dans des séries télévisées. Il a ainsi fait partie de la distribution principale de Dark Skies : L'Impossible Vérité et a joué dans plus d'une dizaine d'épisodes des Experts. Au cinéma, il a notamment joué dans Hypnose (1999) et La Défense Lincoln (2011).

## Filmographie

### Cinéma
- 1996 : Réactions en chaîne : un officier de police
- 1999 : Hypnose : Harry Damon
- 2007 : Meet Bill : le principal du lycée
- 2008 : Un éclair de génie : Chris Finley
- 2011 : La Défense Lincoln : le juge Orton Powell

### Télévision
- 1989 : Rick Hunter (série télévisée, saison 5 épisodes 12 et 13) : Lenny Pike
- 1989 : 21 Jump Street (série télévisée, 3 épisodes) : Frank Farrell
- 1991 : Perry Mason : le cercueil de verre(série télévisée)
- 1995 : Star Trek: Deep Space Nine (série télévisée, saison 4 épisode 7) : Jeff Carlson
- 1995-1996 : New York Police Blues (série télévisée, 4 épisodes) : l'inspecteur Stuart Morrisey
- 1996 : Murder One (série télévisée, 4 épisodes) : Dr Paul Kressel
- 1996-1997 : Dark Skies : L'Impossible Vérité (série télévisée, 17 épisodes) : Phil Albano
- 1997-1998 : La Vie à cinq (série télévisée, 4 épisodes) : Howard Bester
- 1998 : De la Terre à la Lune (mini-série) : James McDivitt
- 1999 : Ally McBeal (série télévisée, saison 2 épisode 14) : l'avocat Jordan
- 1999 : Urgences (série télévisée, saison 5 épisodes 14 et 15) : Richard Abbott
- 2000 : Buffy contre les vampires (série télévisée, 3 épisodes) : Colonel McNamara
- 2000 : X-Files : Aux frontières du réel (série télévisée, saison 8 épisode Un coin perdu) : le shérif Ciolino
- 2002 : Les Experts : Miami (série télévisée, saison 1 épisode 2) : Charlie Berenger
- 2002-2003 : FBI : Portés disparus (série télévisée, 3 épisodes) : Graham Spaulding
- 2003 : 24 Heures chrono (série télévisée, 3 épisodes) : Ted Packard
- 2004 : Star Trek: Enterprise (série télévisée, saison 3 épisode 12) : Pri'Nam D'Jamat
- 2004-2005 : Nip/Tuck (série télévisée, 4 épisodes) : l'inspecteur Fischman
- 2005 : Desperate Housewives (série télévisée, 3 épisodes) : l'inspecteur Copeland
- 2005-2008 : Médium (série télévisée, 6 épisodes) : Larry Watt
- 2005-2012 : Les Experts (série télévisée, 13 épisodes) : Jeffrey McKeen
- 2006 : NCIS : Enquêtes spéciales (série télévisée, saison 3 épisode 16) : William Danforth
- 2006 : Cold Case : Affaires classées (série télévisée, saison 4 épisode 10) : Brogan Cooper
- 2006-2007 : The Unit : Commando d'élite (série télévisée, 4 épisodes) : Général Heath
- 2007 : Prison Break (série télévisée, saison 2 épisode 18) : l'agent Miller
- 2010 : The Pacific (série télévisée, 4 épisodes) : Dr Sledge
- 2010 : Mentalist (série télévisée, saison 3 épisode 2) : l'inspecteur Reece
- 2010 : Lie to Me (série télévisée, 3 épisodes) : Bernard Dillon
- 2012 : True Blood (série télévisée, saison 5 épisodes 1 et 4) : le juge Clements
- 2012 : Revolution (série télévisée, saison 1 épisodes 7 et 9) : Dr Bradley Jaffe
- 2013 : Castle (série télévisée, saison 5 épisode 12) : Ronald Armstrong
- 2014 : Gang Related (série télévisée, 4 épisodes) : Malcolm Goetz
- 2016 : Game of Silence : Warden Roy Carroll